# Funkoper
Die Funkoper (auch Radiooper) ist eine Sonderform der Musikgattung Oper. Im Unterschied zu dieser wird die Funkoper nicht auf einer Bühne inszeniert, sondern für die Ausstrahlung im Hörfunk in einem Rundfunkstudio produziert. Sie ist ebenso wie das verwandte Hörspiel damit auf akustische Mittel zur Darstellung der Handlung beschränkt. In der Komposition werden diese besonderen Bedingungen berücksichtigt, es handelt sich also nicht um konventionelle Opern, die für eine Radioausstrahlung bearbeitet wurden. Funkoper verhält sich zur Oper wie Hörspiel zum Bühnendrama. Als Vorform kann das „Hörspiel mit Musik“ betrachtet werden, das sich in den 1920er Jahren zur eigenständigen Gattung entwickelte.
Bereits Mitte der 1920er Jahre wurden Opern aus Opernhäusern live im Rundfunk übertragen. Ebenso entstanden Programme, in denen bestehende Opern des Repertoires eigens für den Rundfunk eingerichtet wurden, etwa durch Hinzunahme eines Erzählers. Auch das Hörspiel suchte früh die Möglichkeiten der Musik zu erkunden. In einigen Fällen, wie etwa Walter Gronostays Hörspiel mit Musik Mord (1929) ist die Musik die den Text strukturierende und bestimmende Größe.
Als erste Funkoper überhaupt gilt Gustav Kneips Märchenoper Christkinds Erdenreise, die am 24. Dezember 1929 von der Westdeutschen Rundfunk AG (WERAG) gesendet wurde. Maßgebliches Initial einer dramatisierten, funkischen, also dem neuen Medium Rado gerecht werdende, Musikform ist Der Lindberghflug aus dem Jahr 1929 nach einem Text von Bertolt Brecht und mit der Musik von Kurt Weill und Paul Hindemith.
Eine erneute Blütezeit hatte diese Opernform in den 1950er Jahren im öffentlich-rechtlichen Rundfunk der Bundesrepublik Deutschland und einiger anderer westeuropäischer Länder, danach verringerte sich ihre Verbreitung bis zur heutigen Bedeutungslosigkeit.

## Funkopern im engeren Sinne (Auswahl)
- Gustav Kneip: 1929. Christkinds Erdenreise op. 19, Text von Franz Peter Kürten (24. Dezember 1929, Westdeutsche Rundfunk A.G.)
- Walter Goehr: Malpopita (29. April 1931, Funkstunde Berlin)
- Werner Egk: Columbus. Bericht und Bildnis (13. Juli 1933, Bayerischer Rundfunk)
- Mark Lothar: Das kalte Herz, Text von Günter Eich nach Wilhelm Hauff (24. März 1935, Deutschlandsender)
- Joseph Mraczek: Der arme Tobias (Sinfonische Oper für Rundfunk- oder Konzertaufführung 1936)
- Heinrich Sutermeister: Die schwarze Spinne, Text von Albert Roesler nach Jeremias Gotthelf (15. Oktober 1936, Radio Bern)
- Bohuslav Martinů: Veselohra na Moste (18. März 1937, Český rozhlas)
- Gian Carlo Menotti: The Old Maid and the Thief (22. April 1939, National Broadcasting Company)
- Jacques Ibert: Barbe-bleue (10. Oktober 1943, Radio Lausanne)
- Boris Blacher: Die Flut, Text von Heinz von Cramer nach Guy de Maupassant (20. Dezember 1946, Berliner Rundfunk)
- Ildebrando Pizzetti: Ifigenia (3. Oktober 1950, RAI Turin)
- Hans Werner Henze: Ein Landarzt, nach Franz Kafka (4. Dezember 1953, Nordwestdeutscher Rundfunk)
- Boris Blacher: Abstrakte Oper Nr. 1 (28. Juni 1953, Hessischer Rundfunk)
- Hans Werner Henze: Das Ende einer Welt, Text von Wolfgang Hildesheimer (4. Dezember 1953, Nordwestdeutscher Rundfunk)
- Henk Badings: Orestes, (24. September 1954, Florenz)
- Winfried Zillig: Die Verlobung in St. Domingo, nach Heinrich von Kleist (26. Juni 1957, Norddeutscher Rundfunk)
- Kurt Schwaen: Fetzers Flucht, Text von Günter Kunert (30. Juli 1959, Radio DDR I)
- Bruno Maderna: Don Perlimplin, nach Federico García Lorca (12. August 1962, RAI)
- Hans Ulrich Engelmann: Der Fall van Damm, Text von Markus Kuttner (11. Juni 1966, WDR)

## Musikalische Hörspiele/Rundfunkkantaten/Funkoratorien
- Hermann Ambrosius: Rundfunkpassion (29. März 1929, Mitteldeutsche Rundfunk A.G.)
- Kurt Weill und Paul Hindemith: Der Lindberghflug  nach einem Text von Bertolt Brecht (28. Juli 1929, Westdeutsche Rundfunk A.G.)
- Walter Gronostay: Mord (Berliner Funk-Stunde, November 1929)
- Paul Dessau: Orpheus 1930/1931. Musikalisches Hörspiel. Text von Robert Seitz. (18. Juni 1930, Funk–Stunde Berlin, im Rahmen der Veranstaltung Neue Musik Berlin)
- Paul Hindemith: Sabinchen. Musikalisches Hörspiel. Text von Robert Seitz. (19. Juni 1930, Funk-Stunde Berlin, im Rahmen der Veranstaltung Neue Musik Berlin)
- Arthur Honegger: Battements du Monde (18. Mai 1944, Radio Lausanne)
- Bernd Alois Zimmermann: Des Menschen Unterhaltsprozeß gegen Gott. Auto sacramental von Calderón in freier Gestaltung von Hubert Rüttger.  (1952)

Einige Funkopern wurden nachträglich auch für die Bühne eingerichtet. Umgekehrt erfuhren auch einzelne Opern, die bereits szenisch herausgekommen waren, eine nachträgliche Bearbeitung für den Rundfunk, etwa Ilsebill. Das Märlein vom Fischer und seiner Frau von Friedrich Klose, die von Wolfgang von Waltershausen neu eingerichtet und vom Bayerischen Rundfunk am 12. Juli 1932 ausgestrahlt wurde.
Eine andere spezielle Form der Darbietung ist die Fernsehoper.